# Нуждов, Николай Ильич
Николай Ильич Нуждов (1923—1996) — Гвардии капитан Советской Армии, участник Великой Отечественной войны, Герой Советского Союза (1945).

## Биография
Николай Нуждов родился 23 ноября 1923 года в селе Скворечное (ныне — Каменский район Пензенской области). С раннего возраста жил в посёлке Ключанка Добрянского района Пермской области, сирота, где окончил школу фабрично-заводского ученичества и работал электриком. В 1942 году Нуждов был призван на службу в Рабоче-крестьянскую Красную Армию. С осени того же года — на фронтах Великой Отечественной войны.
К 1945 году гвардии старшина Николай Нуждов был механиком-водителем танка Т-34, 2-го танкового батальона 65-й гвардейской танковой бригады (9-го гвардейского танкового корпуса, 2-й гвардейской танковой армии, 1-го Белорусского фронта). Отличился во время освобождения Польши. Нуждов со своим экипажем принимал активное участие в отражении пяти немецких контратак у города Александрув, после чего контратаковал противника сам, ворвавшись в город. Во время боя за один из городских скверов Нуждов разгромил группу немецких автоматчиков.
Указом Президиума Верховного Совета СССР от 31 мая 1945 года за «образцовое выполнение боевых заданий командования на фронте борьбы с немецкими захватчиками и проявленные при этом мужество и героизм» гвардии старшина Николай Нуждов был удостоен высокого звания Героя Советского Союза с вручением ордена Ленина и медали «Золотая Звезда» за номером 5854.
После окончания войны Нуждов продолжил службу в Советской Армии. В 1952 году он экстерном окончил танковое училище. В 1953 году в звании капитана Нуждов был уволен в запас. Проживал и работал сначала в Пермской области, затем в Алтайском крае. Избирался депутатом Верховного Совета РСФСР. Последние годы жизни прожил в Барнауле. Скончался в 1996 году.

## Награды
Был также награждён орденами Красного Знамени, Отечественной войны 1-й и 2-й степеней, Красной Звезды, Славы 2-й и 3-й степеней, рядом медалей.